# Wolfgang Hannibal von Schrattenbach

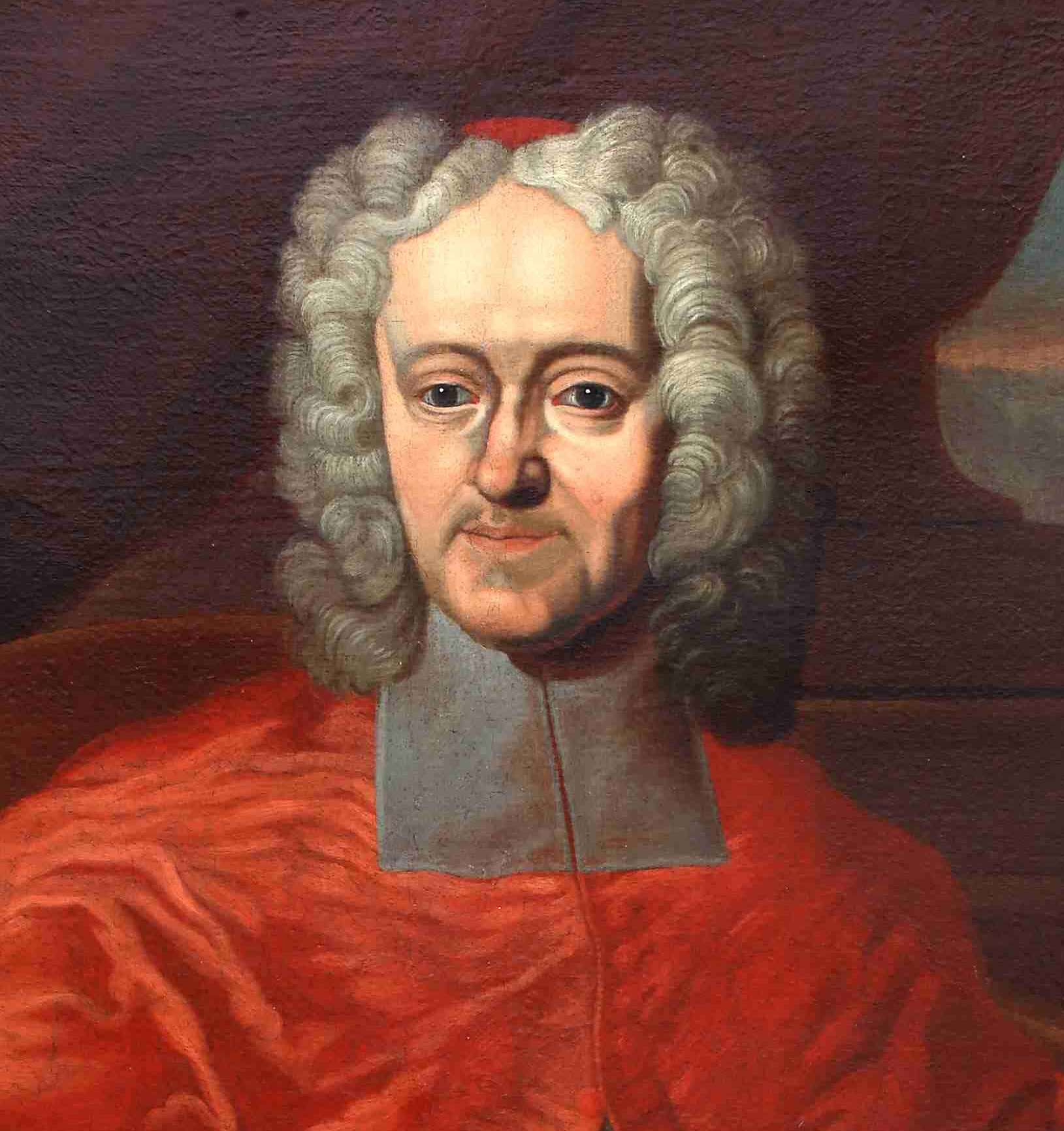
kardinaal von Schrattenbach

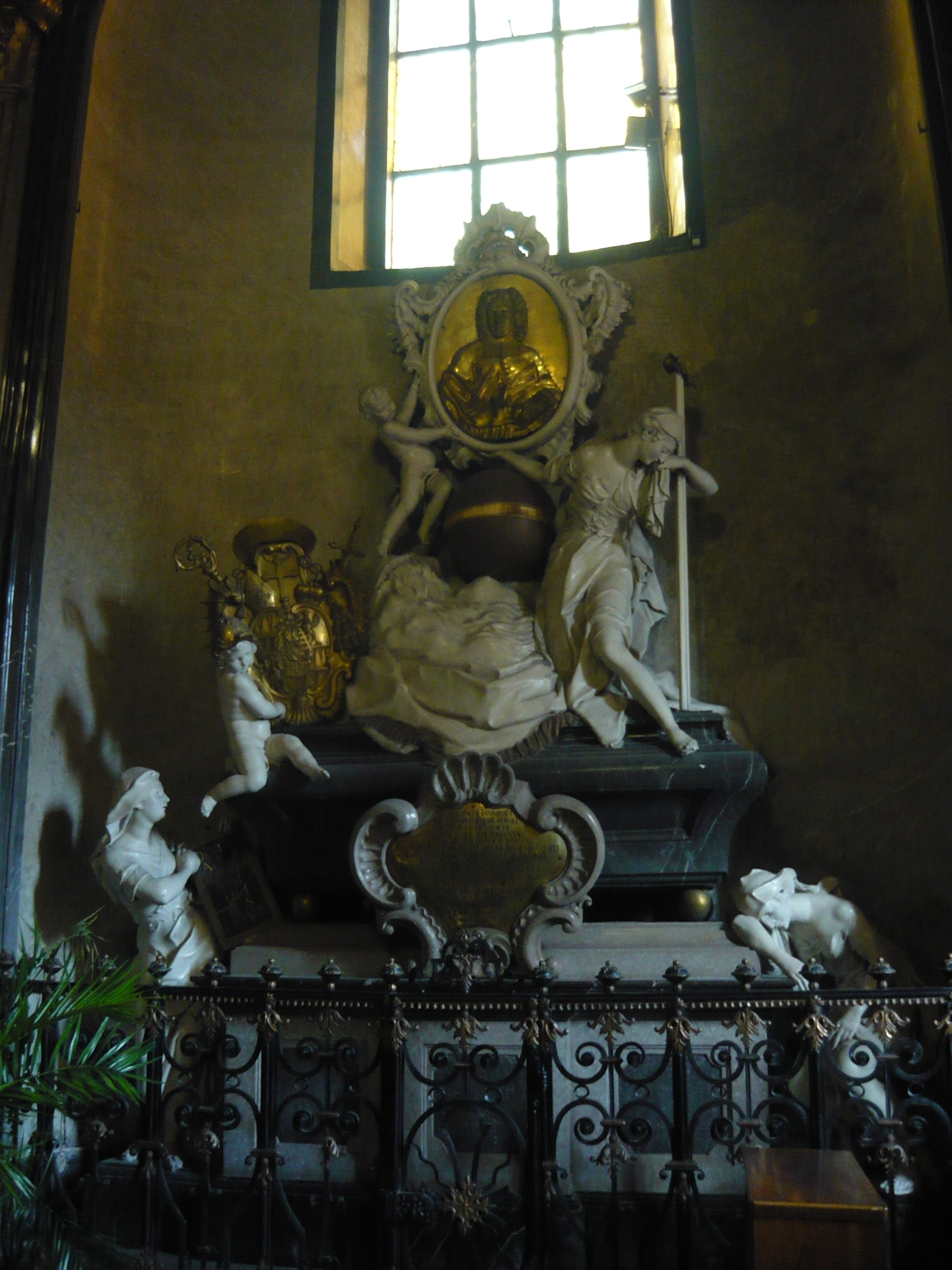
Praalgraf van de vicekoning van Napels in Kromeriz, Bohemen

Wolfgang Hannibal von Schrattenbach (Burg Lemberg, 12 september 1660 – Brno, 22 juli 1738) was als Oostenrijker prins-bisschop van Olmütz (Olomouc), onderkoning van Napels en kardinaal.

## Levensloop
Hij was een telg van het grafelijk geslacht Schrattenbach in het hertogdom Stiermarken. Hij studeerde af in Rome als doctor in de filosofie en doctor in de theologie (1682). Hetzelfde jaar werd hij kanunnik in het bisschoppelijk kapittel van Olmütz in het koninkrijk Bohemen en kanunnik in het aartsbisschoppelijk kapittel van Salzburg. Beide vorstendommen lagen in het Rooms-Duitse Rijk. Na zijn priesterwijding (1688) werd hij deken van het kapittel van Salzburg.
Zijn kerkelijke carrière kende een vlucht met zijn benoeming tot prins-bisschop van Olmütz (1711-1738), titulair abt en kardinaal-priester van San Marcello al Corso in Rome (1714-1738). Dit combineerde Schrattenbach met de functie van adviseur van keizer Karel VI (vanaf 1713) en ambassadeur van de keizer in Rome (1716-1719). 
Keizer Karel VI benoemde hem vervolgens tot onderkoning van Napels in 1719. Dit ging gepaard met het opperbevel van de Oostenrijkse troepen aldaar, aangezien het koninkrijk Napels afhing van de keizer in Wenen. Hij trad af als onderkoning in 1721 en keerde terug naar Bohemen, naar zijn prinsbisdom Olmütz. 
Hij stierf in Brno in 1738. Zijn graf bevindt zich in een andere Boheemse stad, namelijk in Kromeriz. Daar werd hij begraven in een zijkapel van de Sankt Moritzkerk, een van de oudste kerken van de stad.
- Gemeinsame Normdatei: 117033405
- International Standard Name Identifier: 0000 0000 6130 5642
- Nationale Bibliotheek van Tsjechië: js20050704015
- Virtual International Authority File: 8154837
- WorldCat: E39PBJtMkH6XJMpwjy86tP7PwC